# Cuiú-cuiú
O cuiú-cuiú (nome científico: Pionopsitta pileata) também designado caturra, iú-iú, maitaca-de-cabeça-vermelha, periquito-real, periquito-rei ou tuimaitaca é uma espécie de ave psitaciforme da família dos psitacídeos (Psittacidae), endêmica do Brasil (do sul da Bahia até o Rio Grande do Sul), Argentina (província de Misiones) e Paraguai. Os seus habitats naturais são: florestas subtropicais ou tropicais úmidas de baixa altitude e regiões subtropicais ou tropicais húmidas de alta altitude. Tem hábitos migratórios. Mede cerca de 20 centímetros de comprimento e apresenta dorso esverdeado e cauda azulada. Os machos ainda possuem uma plumagem vermelha na cabeça. Alimenta-se de frutas silvestres, como a candeia, a goiaba, o caqui e o cambuí. Formam casais e mantêm-se juntos a vida toda.

## Etimologia
Cuiú-cuiú (ou na forma aferética iú-iú) originou-se no tupi ku'yu ku'yu, que originalmente designava peixes da família dos doradídeos. Possivelmente tem origem onomatopaica do som que os peixes emitem ao serem retirados da água. Seu primeiro registro ocorreu em 1777. Caturra tem origem obscura. Maitaca origina-se do termo tupi mbai'ta, que é composta de mba'e ("coisa") e ta ("ruído, barulho"), que é uma abreviação de taka. Também foi adaptado em português como baitaca, maitá, maritaca, etc. Foi registrado em 1721 como maitáca e 1783 como maitacas.

## Conservação
O cuiú-cuiú é classificado como pouco preocupante na Lista Vermelha da União Internacional para a Conservação da Natureza (UICN / IUCN) por conta de sua ampla distribuição geográfica, apesar de sua população estar com tendência de declínio. Em 2005, foi classificado como vulnerável na Lista de Espécies da Fauna Ameaçadas do Espírito Santo; em 2010, como em perigo na Lista de Espécies Ameaçadas de Extinção da Fauna do Estado de Minas Gerais; em 2011, como em perigo na Lista das Espécies da Fauna Ameaçada de Extinção em Santa Catarina; em 2014, como pouco preocupante no Livro Vermelho da Fauna Ameaçada de Extinção no Estado de São Paulo; e em 2018, como pouco preocupante na Lista Vermelha do Livro Vermelho da Fauna Brasileira Ameaçada de Extinção do Instituto Chico Mendes de Conservação da Biodiversidade (ICMBio). Também consta no Apêndice I da Convenção sobre o Comércio Internacional das Espécies Silvestres Ameaçadas de Extinção (CITES).